# Amijiella
Amijiella es un género de foraminífero bentónico de la subfamilia Amijellinae, de la familia Hauraniidae, de la superfamilia Pfenderinoidea, del suborden Orbitolinina y del orden Loftusiida. Su especie tipo es Haurania amiji. Su rango cronoestratigráfico abarca desde el Pliensbachiense (Jurásico inferior) hasta el Bathoniense (Jurásico medio).

## Discusión
Clasificaciones previas incluían Amijiella en la subfamilia Choffatellinae de la familia (Cyclamminidae de la superfamilia Loftusioidea , así como en el suborden Textulariina del orden Textulariida o en el orden Lituolida.

## Clasificación
Amijiella incluye a la siguiente especie:
- Amijiella amiji †